# Hřbitov v Bílé Vodě
Hřbitov v Bílé Vodě v okrese Jeseník byl v roce 2000 prohlášen kulturní památkou ČR. Na hřbitově jsou uloženy ostatky někdejších majitelů Bílé Vody, společný hrob obětí pochodu smrti z roku 1945. Jsou zde uloženy ostatky členů řádu piaristů a rektorů koleje a na 700 hrobů řádových sester, které byly v Bílé Vodě internovány po roce 1950.

## Historie
V roce 1950 byly zrušeny ženské kláštery v Československu. Řádové sestry pak byly přemístěny do různých míst sběrných klášterů a piaristický klášter v Bílé Vodě byl určen pro starší a práce neschopné řádové sestry. Prvních 148 řádových sester přišlo do Bílé Vody 28. září 1950. Najednou zde bylo až 450 řeholnic a postupně se zde vystřídalo na tisíc sester ze čtrnácti řádů a kongregací. Během čtyřiceti let internace byla zde pochována většina sester, které zde žily. Poslední z internovaných kongregací řádové sestry z řádu Vincentek odešly v roce 2005.

## Popis
Hřbitov se rozkládá na severním okraji obce, jeho půdorys je kosodélný a je obehnán nízkou zídkou s železnou vstupní bránou. Na ploše hřbitova se nachází mramorové náhrobky dřívějších majitelů zámku, náhrobní desky piaristů a dlouhé řady hrobů řeholnic. Hroby řádových sester jsou uspořádány podle jednotlivých řádů a mají vlastní způsob úpravy hrobů.
Na hřbitově stojí v blízkosti vstupu hřbitovní kaple krytá sedlovou střechou se sanktusníkem. Vstup do kaple má segmentový záklenek a je orientován k hlavní ose hřbitova. Boční průčelí mají okna s půlkulatým záklenkem. Uprostřed hřbitova stojí polychromovaná socha Vítězného Krista na stupňovitém podstavci a klasicistní kříž s Ukřižovaným Kristem na vysokém podstavci. Vzrostlá zeleň je soustředěná kolem kaple a na centrální ose hřbitova
Součástí hřbitova je hrobka rytmistra Ludvíka hraběte d′Ambly a společný hrob obětí pochodu smrti z koncentračního tábora Osvětim z roku 1945. Na neoznačeném a neznámém místě hřbitova jsou pochováni dva sovětští vojáci a příslušník jednotek SS.
V roce 2010 byl hřbitov obnoven nákladem 2 600 000 Kč, z toho byly čerpány z fondu Evropské unie dva miliony korun, ze Státního fondu životního prostředí 129 000 Kč a obec přispěla 260 000 Kč.
V roce 2014 byla provedena oprava hřbitova a hřbitovní kaple. Finanční prostředky byly čerpány z dotace Olomouckého kraje v rozsahu 300 000 Kč.

## Galerie

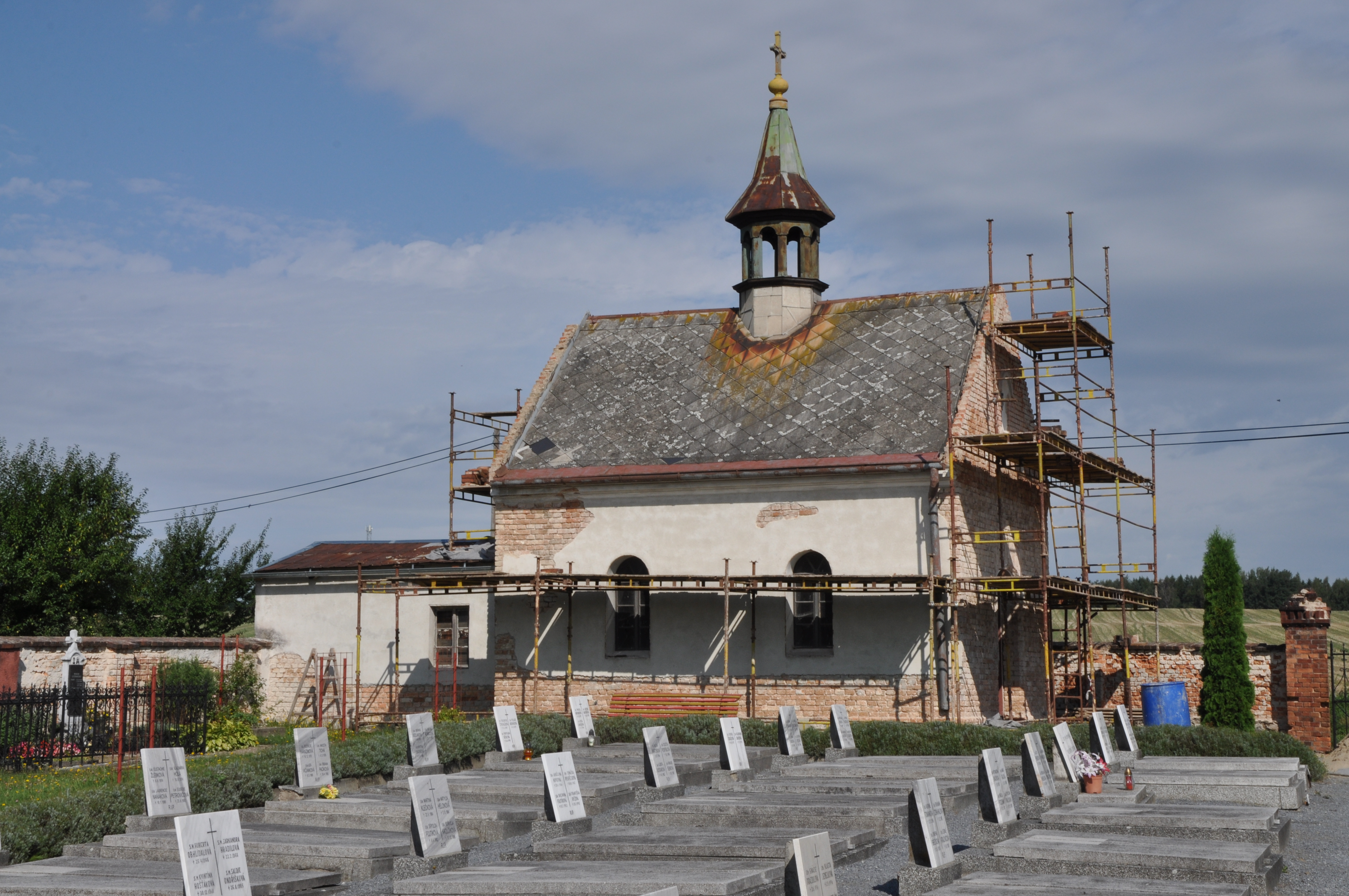
Kaple
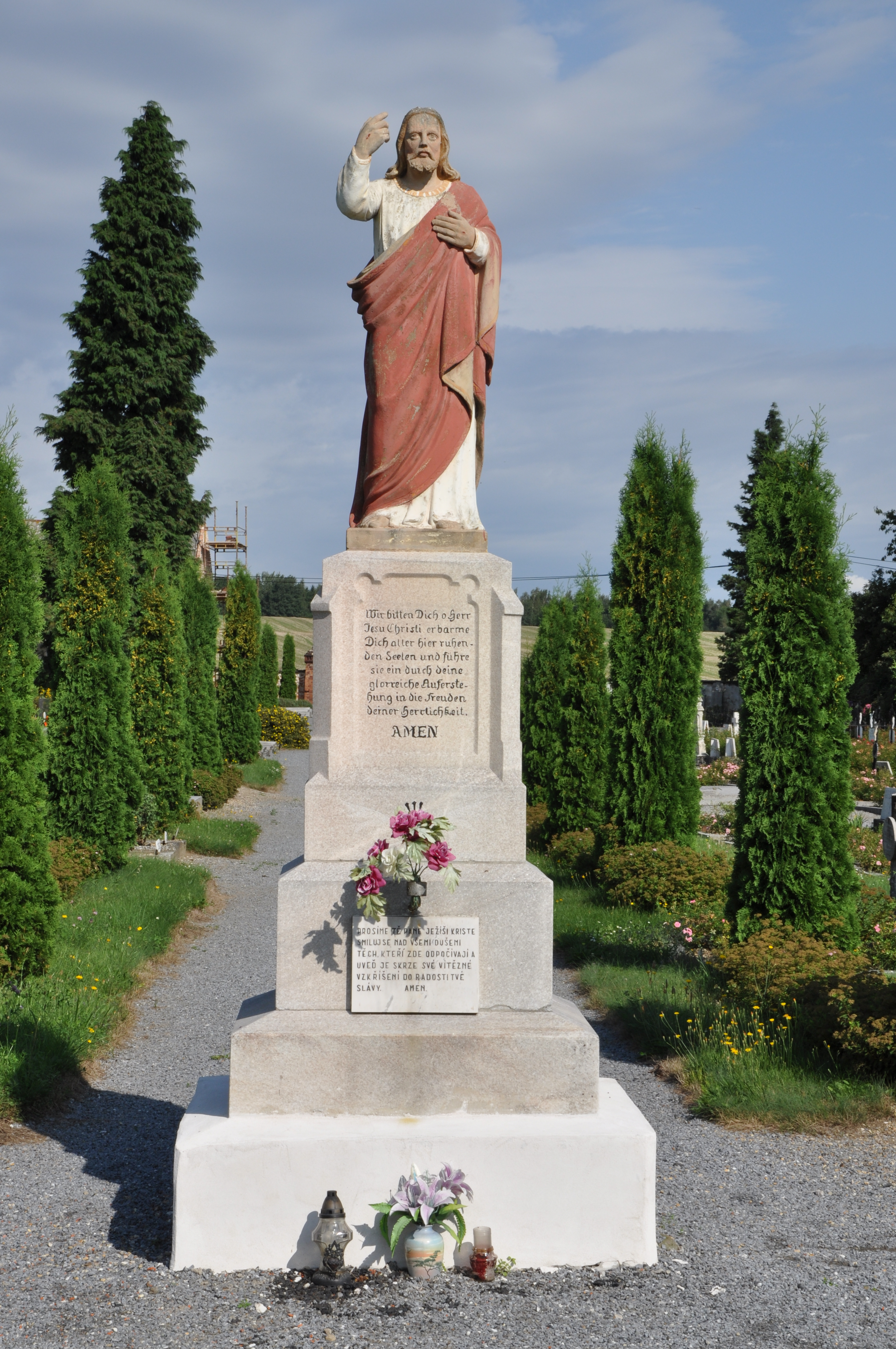
Socha Vítězného Krista
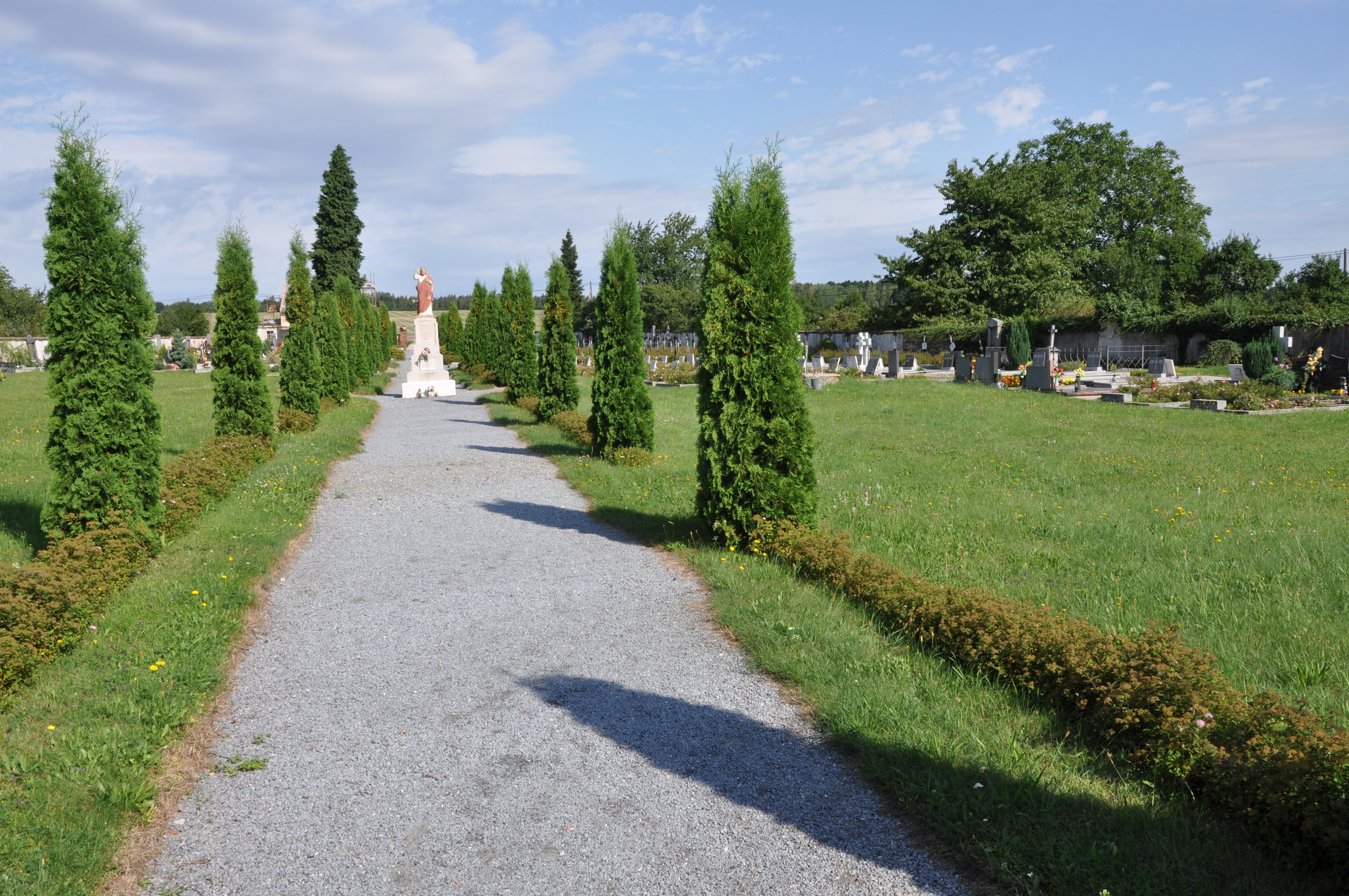
Centrální osa